# Messer (espada)
Un messer (" cuchillo " en alemán ) es una espada de un solo filo con una empuñadura en forma de cuchillo. Si bien los diversos nombres a menudo se usan como sinónimos, los messers se dividen en dos tipos:
Lange Messer ("cuchillos largos") son espadas de una mano que se utilizan para la autodefensa. Tenían alrededor de un metro de largo y pueden haber evolucionado de la Bauernwehr ("arma de mano de campesino"). También se les conoce como Großes Messer ("gran cuchillo").
Kriegsmesser ("cuchillo de guerra") son armas curvas de hasta 1,5 m de largo, utilizadas con una o dos manos, y normalmente empuñadas por guerreros profesionales del siglo XIV al XVI, como el Landsknecht .

## Tipología
Hay una tipología creada por James G. Elmslie para messers y bracamantes similar a la tipología Oakeshott para espadas caballerescas basada en investigaciones en curso.

## Construcción

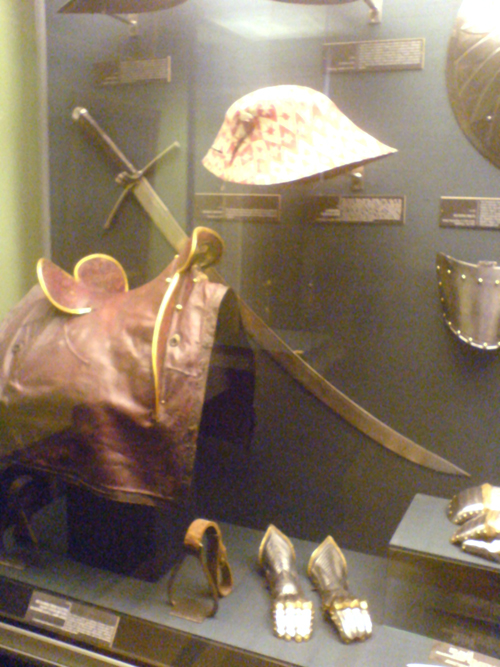
Un Kriegsmesser en el Kunsthistorisches Museum de Viena.

### Cuchilla
Los messer se caracterizan por sus hojas de un solo filo. Las longitudes y formas de la hoja pueden variar mucho. Las hojas de Messer pueden ser rectas o curvas. Los ejemplos existentes de langes messer parecen tener una longitud total de 30 plg (76,2 cm) con un 24,5 plg (62,2 cm) hoja, y un peso entre 2-2,5 lb (0,9-1,1 kg) .

### Empuñadura
La característica definitoria del messer es la fabricación de su empuñadura. Bastante notable en su fabricación fue la unión de la hoja a la empuñadura a través de una espiga intercalada entre dos placas de empuñadura de madera que estaban clavadas en su lugar. Los messer a menudo incluían una guarda cruzada recta y un Nagel : una protuberancia en forma de clavo que sobresale del lado derecho de la guarda cruzada lejos de la parte plana de la hoja, para proteger la mano de la espada del portador. La longitud de la empuñadura puede acomodar empuñaduras con una o dos manos.

### Pomo
Los messer no necesariamente tienen pomo. A veces pueden tener tapas de extremo en su lugar. Sin embargo, los messer con pomo generalmente son del tipo que se 'extienden' o se curvan hacia un lado de la empuñadura (lado del borde), una característica conocida como "pomo en forma de sombrero".

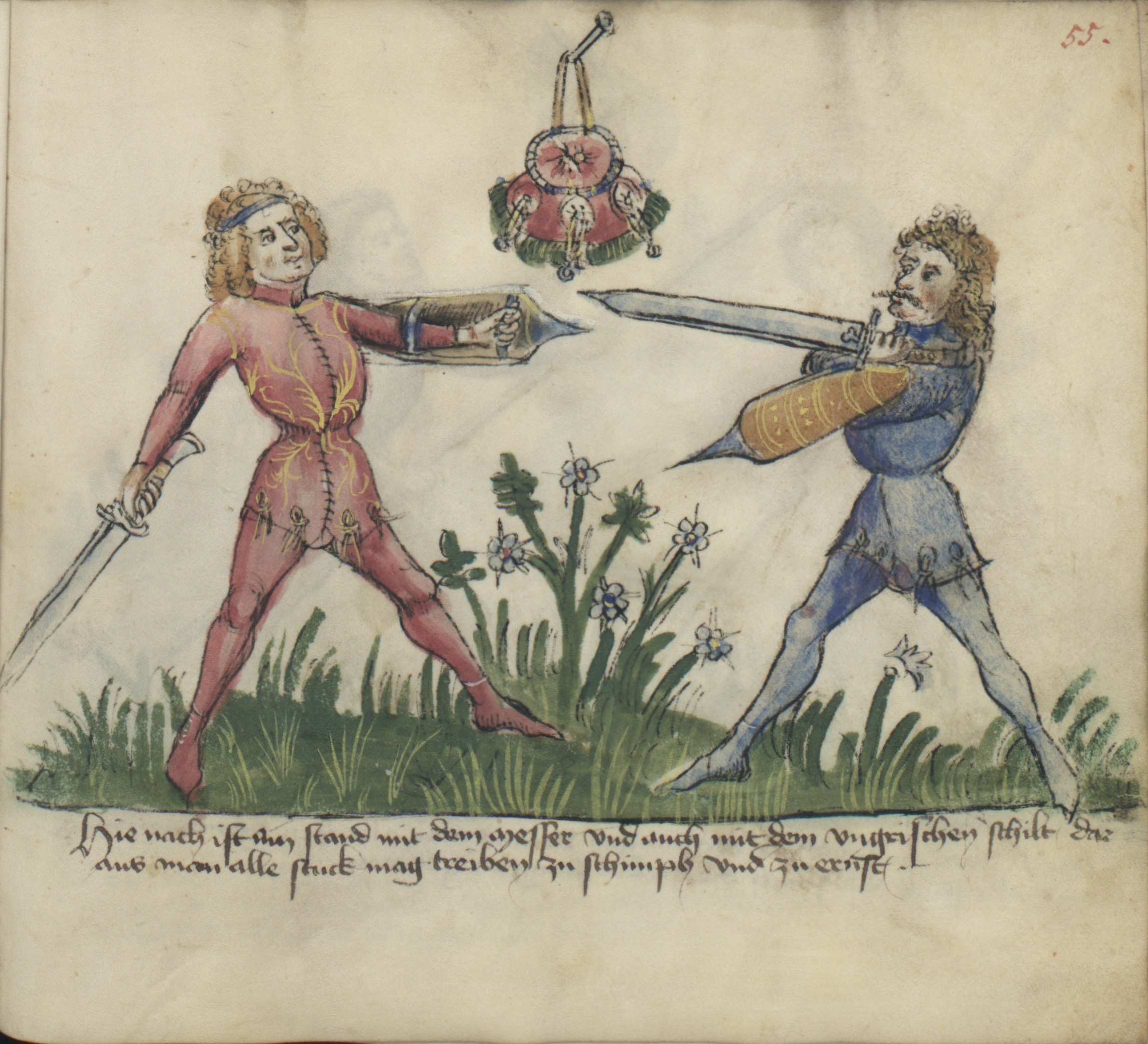
Luchando con un Messer y un " escudo húngaro " (Gladiatoria Fechtbuch fol. 55r, mediados del)

## Pelear con el messer
El messer formó parte del plan de estudios de varios Fechtbücher (manuales de lucha) de los siglos XIV y XV, incluido el de Johannes Lecküchner (que trata sobre los langes messer ), el Codex Wallerstein, Hans Talhoffer, Paulus Kal y Albrecht Dürer .